# Samuel Urrabieta
Samuel Urrabieta Vierge (Madrid, 1853-Madrid, 1886) fue un dibujante e ilustrador español del siglo xix.

## Biografía

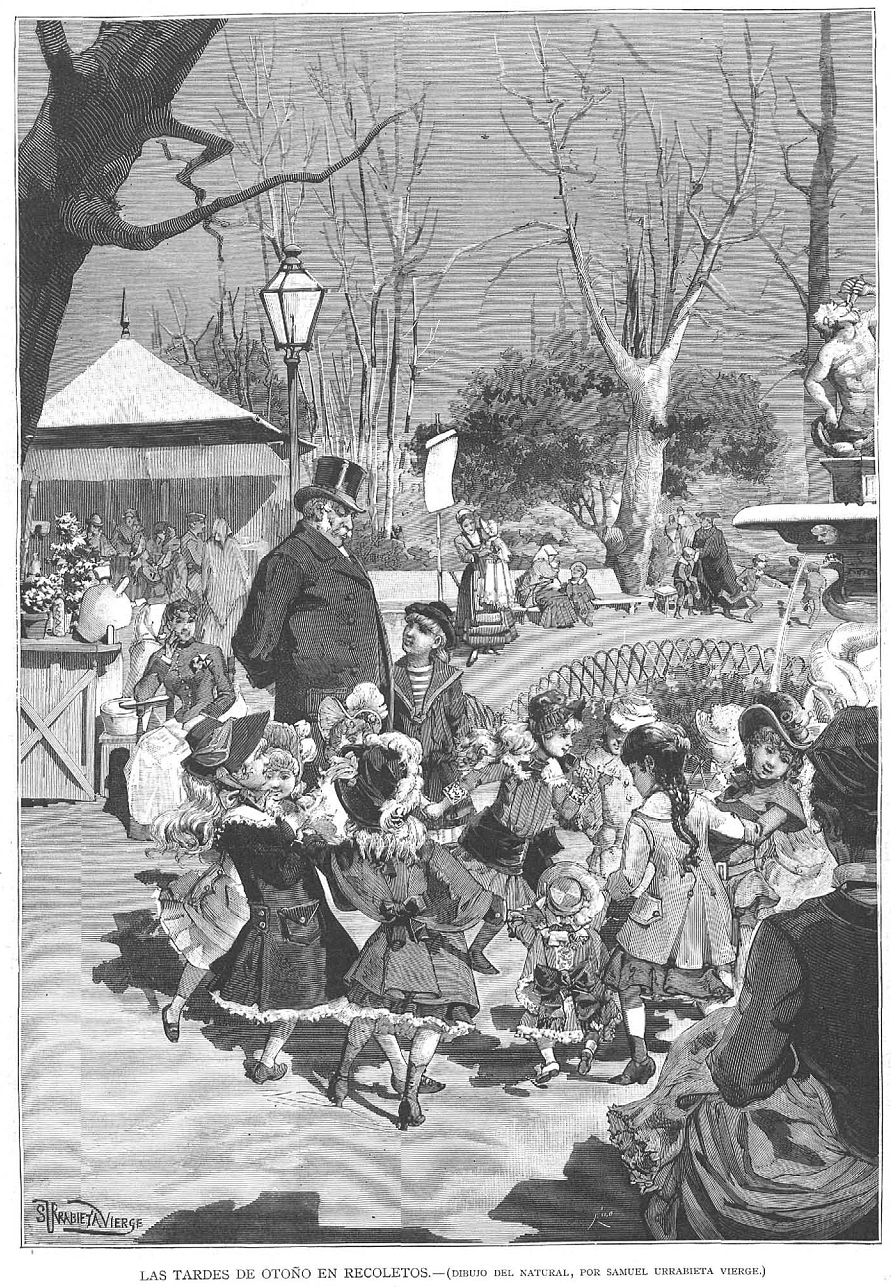
«Las tardes de otoño en Recoletos» en La Ilustración Española y Americana (1883)

Habría nacido en 1853 en Madrid. Fue hijo y hermano respectivamente de los también dibujantes Vicente Urrabieta y Daniel Urrabieta Vierge. Sus dibujos aparecieron en publicaciones como Le Monde Illustré y L'Univers Illustré, entre otras de la capital francesa, ciudad en la que además dirigiría un taller de cromolitografía. Igualmente trabajaría como reportero gráfico desde España, enviando croquis de diversos acontecimientos a su hermano en Francia, que serían trabajados por este último.
Joseph Pennell, que consideraba a Samuel «muy talentoso pero menos brillante» que Daniel, señala cómo el primero firmaba con «S. Urrabieta» sus obras. Condecorado con la gran cruz de Isabel la Católica, falleció en Madrid el 10 de marzo de 1886.